# 1928年アムステルダムオリンピックのフランス選手団
1928年アムステルダムオリンピックのフランス選手団（1928ねんアムステルダムオリンピックのフランスせんしゅだん）は、1928年7月28日から8月12日にかけてオランダのアムステルダムで開催された1928年アムステルダムオリンピックのフランス選手団、およびその競技結果。

## 概要
今大会は金メダル6個、銀メダル10個、銅メダル5個の合計21個のメダルを獲得した。

## メダル
| メダル | 選手名               | 競技   | 種目           |
| ------ | -------------------- | ------ | -------------- |
| 金     | ブエラ・エル＝ワフィ | 陸上   | 男子マラソン   |
| 金     | ロジェ・ボーフラン   | 自転車 | 男子スプリント |
| 銀     | ジュール・ラドゥメグ | 陸上   | 男子1500m      |
| 銅     | クロード・メナール   | 陸上   | 男子走高跳     |